# Scott Bairstow
Scott Hamilton Bairstow (Steinbach, Manitoba, 23 de abril de 1970) es un ex actor canadiense conocido por sus papeles de Newt Call en el drama televisivo occidental sindicado Lonesome Dove: The Series y como Ned Grayson en la serie dramática de televisión estadounidense Party of Five. Nació en Steinbach, Manitoba, hijo de Douglas y Diane Bairstow, músicos clásicos profesionales.

## Carrera
Bairstow apareció por primera vez en televisión a la edad de 10 años, en un programa llamado Let's Go. Se mudó a la ciudad de Nueva York cuando tenía 17 años y consiguió un papel en la telenovela All My Children interpretando a "Stuart Chandler" en escenas retrospectivas de la juventud del personaje. Tuvo el papel principal junto a Cybill Shepherd en la película para televisión There Was a Little Boy (1993) y también ha aparecido junto a actores conocidos como Kevin Costner en The Postman (1997) y Kris Kristofferson en Two for Texas (1998). También interpretó a "Marty Stouffer" en Wild America junto a Devon Sawa y Jonathan Taylor Thomas (1997).
Además de sus papeles en Party of Five y el episodio "Miracle Man" (1994) de The X-Files, Bairstow interpretó al personaje principal, Newt Call, en la serie de televisión occidental sindicada Lonesome Dove: The Series y Lonesome Dove: The Outlaw Years. También interpretó al protagonista, el teniente Tom Hobbes, en la serie de corta duración Harsh Realm de Chris Carter. En 2003, Bairstow actuó como estrella invitada en el final de la serie de dos partes de Touched by an Angel, interpretando a un manitas llamado Zach y, más adelante en el episodio, "Dios". Actuó en Tuck Everlasting en 2002 como Miles Tuck.

## Vida personal
Bairstow estuvo casada con Marty Rich de 1994 a 2000 y tiene dos hijos, Casey (n. 1995) y Dalton (n. 1998).
En mayo de 2003, Bairstow fue acusado en Everett, Washington, de violación infantil en segundo grado por presuntamente agredir sexualmente a una niña de 12 años, que está relacionada con la exesposa de Bairstow, y luego pedirle que se callara al respecto. En diciembre de 2003, se declaró culpable de un cargo menor: agresión en segundo grado. Bairstow se declaró culpable de Alford, bajo el cual mantuvo su inocencia, pero admitió que probablemente sería condenado por un jurado si el caso llegaba a juicio. Fue sentenciado a cuatro meses de cárcel, un año de supervisión comunitaria y se le requirió que se sometiera a una evaluación de desviación sexual. También se le ordenó no tener contacto con la niña durante 10 años y pagar por la terapia que requiera.

## Filmografía
| Year | Title                                | Role               | Notes    |
| ---- | ------------------------------------ | ------------------ | -------- |
| 1994 | White Fang 2: Myth of the White Wolf | Henry Casey        |          |
| 1997 | Black Circle Boys                    | Kyle Sullivan      |          |
| 1997 | Wild America                         | Marty Stouffer Jr. |          |
| 1997 | The Postman                          | Luke               |          |
| 1999 | To Die For                           | Michael            | TV Movie |
| 1999 | Delivered                            | Canyon             |          |
| 2002 | Dead in the Water                    | Danny              |          |
| 2002 | New Best Friend                      | Trevor             |          |
| 2002 | Tuck Everlasting                     | Miles Tuck         |          |
| 2003 | The Bone Snatcher                    | Dr. Zack Straker   |          |

| Year      | Title                           | Role              | Notes                                                                             |
| --------- | ------------------------------- | ----------------- | --------------------------------------------------------------------------------- |
| 1993      | There Was a Little Boy          | Jesse             | Película de televisión                                                            |
| 1993      | Country Estates                 | Oliver            | Película de televisión                                                            |
| 1994      | The X-Files                     | Samuel Hartley    | Episodio: "Miracle Man"                                                           |
| 1994–1995 | Lonesome Dove: The Series       | Newt Call         | Elenco, 21 episodios                                                              |
| 1995–1996 | Lonesome Dove: The Outlaw Years | Newt Call         | Elenco, 22 episodios                                                              |
| 1997      | Killing Mr. Griffin             | Mark Kinney       | Película de televisión                                                            |
| 1997      | Oddville, MTV                   |                   | 1 episodio                                                                        |
| 1998      | Two for Texas                   | Son Holland       | Película de televisión                                                            |
| 1998      | Significant Others              | Henry Callaway    | Elenco, 6 episodios                                                               |
| 1998–2000 | Party of Five                   | Ned Grayson       | Recurrente, 20 episodios                                                          |
| 1999–2000 | Harsh Realm                     | Lt. Thomas Hobbes | Elenco 9 episodios                                                                |
| 2001      | Silicon Follies                 |                   | Película de televisión                                                            |
| 2001      | Semper Fi                       | Cliff Truckee     | Película de televisión                                                            |
| 2001–2002 | Wolf Lake                       | Tyler Creed       | elenco, 9 episodios                                                               |
| 2002      | Breaking News                   | Ethan             | Serie de televisión                                                               |
| 2002      | The Twilight Zone               | Lt. Jeffrey Freed | Episodio: "Hunted"                                                                |
| 2003      | Touched by an Angel             | Zack              | Episodio: "I Will Walk with You: Part 1" Episodio: "I Will Walk with You: Part 2" |
| 2006      | Android Apocalypse              | Jute              | Película de televisión                                                            |